# 2018년 동계 올림픽 덴마크 선수단
2018년 동계 올림픽 덴마크 선수단은 대한민국 평창에서 개최되는 2018년 동계 올림픽에 참가하는 올림픽 덴마크 선수단이다.

## 메달 집계
| 종목 | 1 | 2 | 3 | 합계 |
| 합계 |   |   |   |      |

## 종목별 성적

### 스피드 스케이팅
남자
| 선수 | 세부 종목 | 1차 시기 | 1차 시기 | 2차 시기 | 2차 시기 | 결선 | 결선 |
| 선수 | 세부 종목 | 기록     | 순위     | 기록     | 순위     | 기록 | 순위 |